# Peter Van Gheluwe

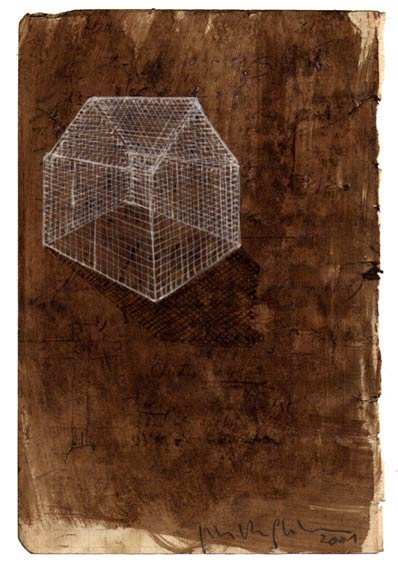
Een van Peter Van Gheluwes werken uit 2001

Peter Van Gheluwe (Gent, 6 december 1957) is een Vlaams beeldend kunstenaar.
Hij volgende zijn studies in het Hoger Instituut voor Beeldende Kunsten Sint-Lucas Gent en is werkzaam als docent grafiek aan de Hogeschool voor Wetenschap en Kunst, Campus Sint-Lucas Gent. Hij is werkzaam in Scheldewindeke.

## Prijzen en Onderscheidingen
- Prijs Hoppeland voor Schilderkunst v.d. stad Poperinge (1978)
- Prijs voor de schilderkunst v.d. stad Kuurne (1979)
- Eervolle vermelding voor de schilderkunst, Lions-Club Gent (1979)
- Onderscheiding Provinciale Prijs voor Grafiek Oost-Vlaanderen (1980)
- Prijs voor grafische Kunsten, EBES Gent (1982)
- Onderscheiding Jonge Belgische Schilderkunst, Brussel (1983)
- Speciale vermelding Prijs voor Schilderkunst, Leuven (1983)
- Onderscheiding Provinciale Prijs voor Schilderkunst Oost-Vlaanderen (1983)
- Bronzen medaille Europaprijs, Oostende (1984)
- Onderscheiding Jonge Belgische Schilderkunst, Brussel (1986)

Verscheidene werken van Peter Van Gheluwe zijn in het bezit van de Vlaamse Gemeenschap, de verzameling van de Nationale Bank van België en private verzamelingen.

## Individuele tentoonstellingen
Peter Van Gheluwe stelde onder andere tentoon in Gent (kasteel Claeys-Bouüaert), Antwerpen (Stichting Pofferd-Denul en NOA-Bedrijvencentrum), Aalst (Galerie Path), Oostende (Feest- en Cultuurpaleis), Eeklo (In-Vitro; samen met Karel Wouters), Kalken (Den Bouw) en Roeselare (Galerij ne9enpuntne9en).

## Groepstentoonstellingen
Peter Van Gheluwe neemt deel aan het groepsproject Lumen, dat handelt over de verschillende aspecten van licht. Ook heeft hij al belangrijke groepstentoonstellingen gedaan in het Sharjah Arts Museum, in de Verenigde Arabische Emiraten, het Museum voor Schone Kunsten in Brussel en de Vleeshalle in Middelburg

## Uitgave boek "Hidden View"
Op 14 november 2008 werd het boek "Hidden View" uitgegeven door galerij negenpuntnegen. De inleiding van dit boek werd geschreven door Luc Martens en een beschouwende tekst door Volkmar Mühleis. Het boek omvat een selectie van werken vanaf 2001 tot en met 2008.